# Krzątka
Krzątka is een plaats in het Poolse district  Kolbuszowski, woiwodschap Subkarpaten. De plaats maakt deel uit van de gemeente Majdan Królewski en telt 2200 inwoners.